# Астрономічний інститут імені Улугбека
Астрономічний інститут ім. Улугбека — астрономічний науковий інститут у системі Академії наук Узбекистану.

## Історія створення та розвитку
Інститут був створений в Ташкенті в 1873 році як «Ташкентська астрономічна обсерваторія».
Обсерваторія була відкрита за клопотанням Військово-топографічного відділу Туркестанського військового округу і йому ж і підпорядковувалась. Основними завданнями, що стояли перед обсерваторією, були проведення польових астрономічних спостережень для картографування Середньої Азії. Визначенням високоточних координат багатьох сотень пунктів та їх «прив'язкою» до обсерваторії займалися військові геодезисти та астрономи І. І. Померанцев, П. К. Залеський, Д. Д. Гедеонов та багато інших, які виїжджали для цієї мети до численних експедицій.

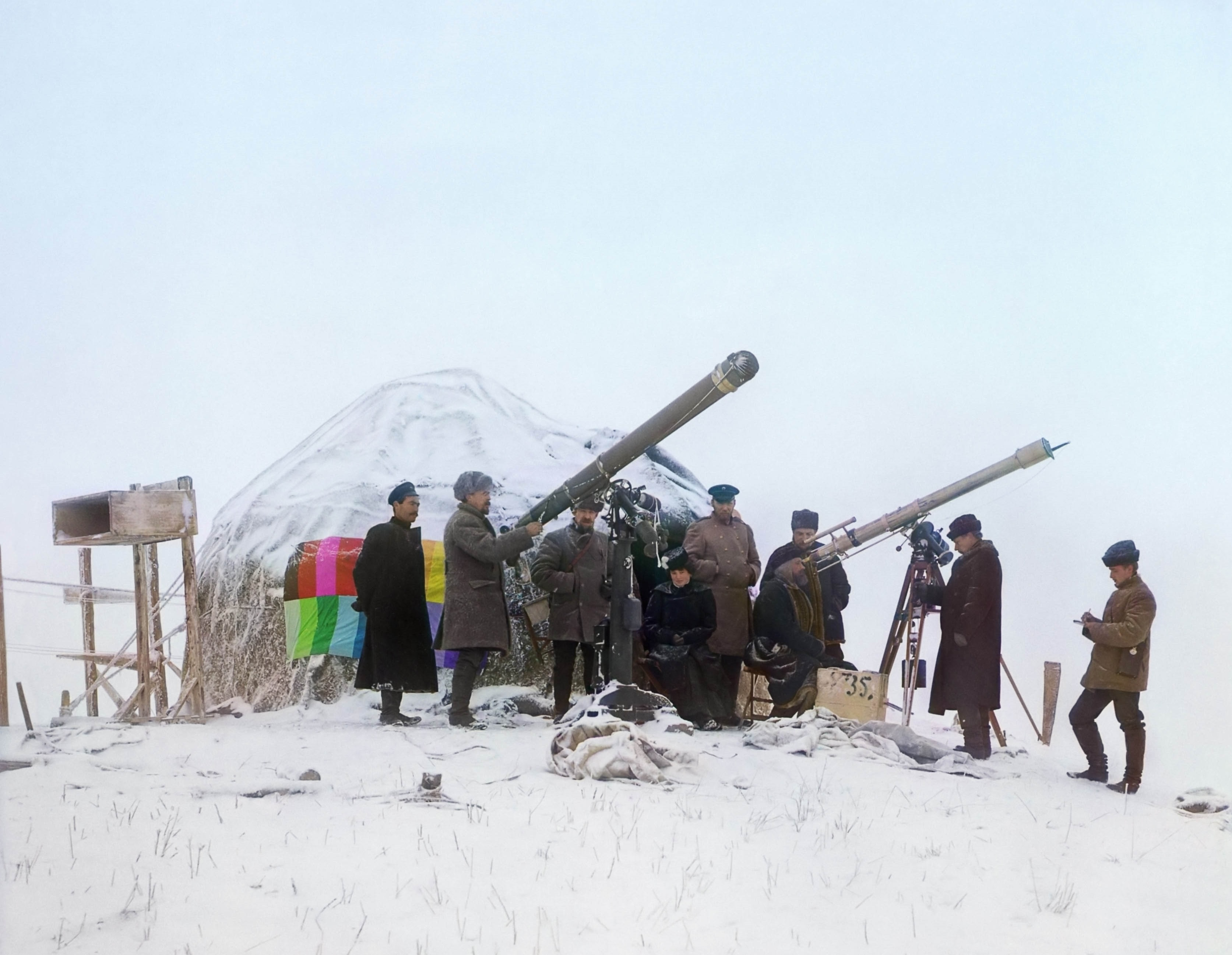
Спостереження сонячного затемнення біля станції Черняєво 1 січня 1907 року. Фото Прокудіна-Горського

У 1874 році обсерваторія була обладнана 6-дюймовим телескопом-рефрактором і годинником Hohwu.
Поряд із такими суто прикладними завданнями співробітники Ташкентської обсерваторії наприкінці XIX і особливо на початку XX століття активно займалися проблемами астрофізики. Зокрема, астрофізик В. В. Стратонов, який приїхав до Ташкента з Пулковської обсерваторії у 1895 році, став першим цивільним астрономом у Ташкентській обсерваторії. У 1895 році в обсерваторії було встановлено 13-дюймовий телескоп і було розпочато фотографічні спостереження туманностей у Чумацькому Шляху та малих планет.

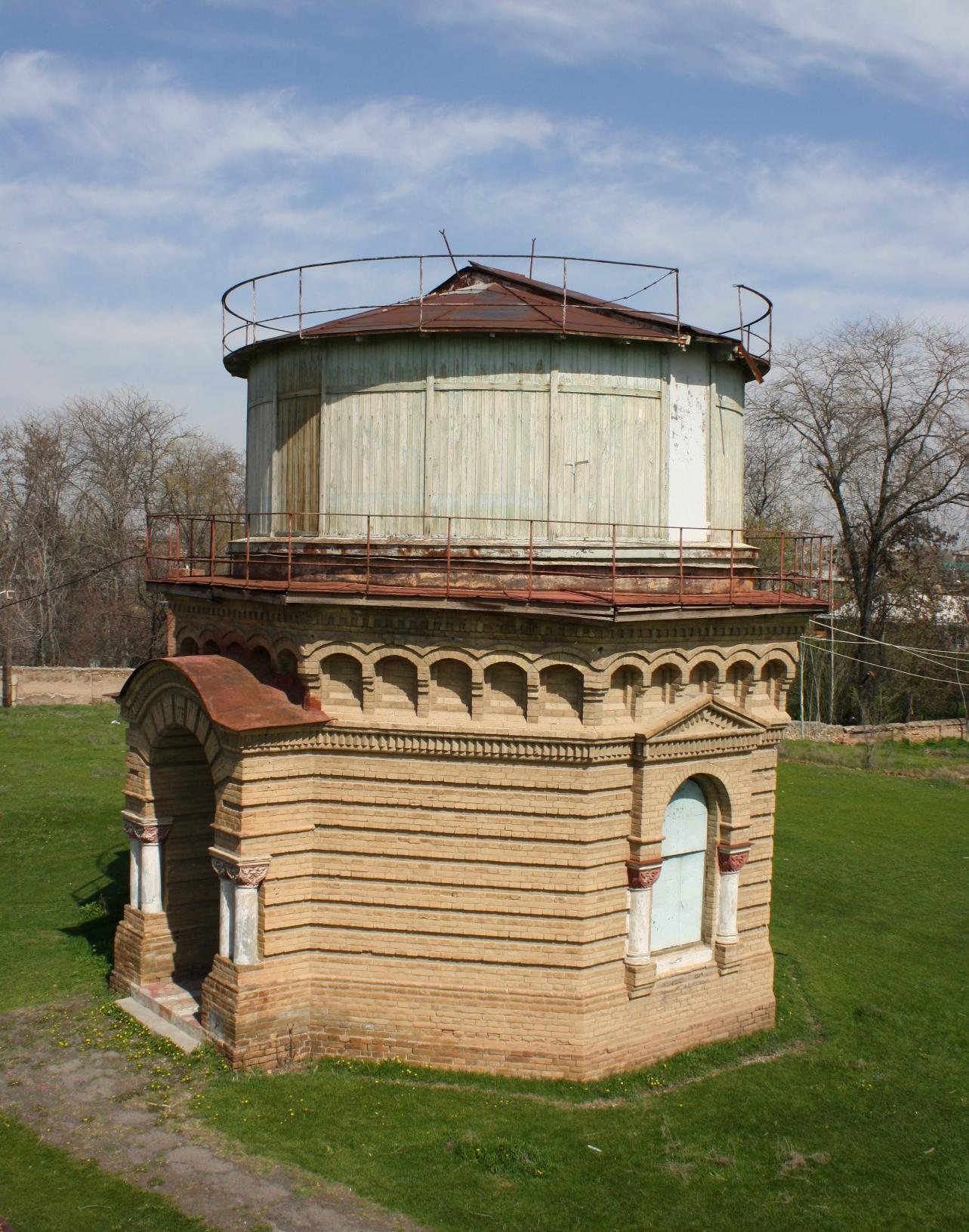
Будівля телескопа — рефрактора (архітектор В. С. Гейнцельман)

У 1898—1899 роках на території, що належить обсерваторії, було збудовано будинок астрофізичної лабораторії. І в цей період було розширено роботи астрофізичного характеру — у Ташкентській обсерваторії почали проводити дослідження сонячної активності, займатися проблемами зоряної астрономії, фотографічними спостереженнями комет та метеорів.
З 1901 по 1911 рік співробітниками обсерваторії було визначено 145 гравітаційних пунктів. Для порівняння, на той момент у всій Російській імперії було визначено та оброблено 400 гравіпунктів. Опубліковано роботу «Про фігуру геоїду у Ферганській долині», що послужила основою для всієї Гравіметрії СРСР.
У 1928 році обсерваторія почала проводити регулярні передачі даних для геодезичних та топографічних досліджень краю. У 1930 році розпочала регулярні спостереження Кітабська міжнародна широтна станція при обсерваторії. З 1932 року в обсерваторії було створено лабораторію з дослідження Сонця.
У 1966 році обсерваторія набула статусу академічного наукового інституту та стала називатися «Астрономічний інститут АН Узбецької РСР».
У 1970 році при інституті було засновано Майданакську високогірну обсерваторію, розташовану за 40 км на південь від Кітабу на висоті 2800 м.
У 1980-ті роки в ході виконання програми СоПроГ узбецькими астрономами отримано найбільшу кількість точних положень (540) комети Галлея серед 104 обсерваторій з усього світу.
У 1989 році за 70 км на північний схід від Ташкента, на горі Кумбель, на висоті 2300 м, було встановлено інструмент мережі станцій IRIS, і в інституті почалися повнодискові спостереження глобальних коливань Сонця.
У 1996 році в Ташкенті було встановлено інструмент наземної геліосейсмологічної мережі станцій TON і було розпочато вимірювання локальних сонячних коливань у лінії K Ca для вивчення внутрішньої будови Сонця.
Нині інститут входить до системи Академії наук Узбекистану та отримав ім'я видатного середньовічного астронома Улугбека.

## Керівники обсерваторії
- 1880—1890 — Помаранцев Ілліодор Іванович[ru] — завідувач Ташкентської фізичної та астрономічної обсерваторії в 1880—1890 роках.
- 1890—1900 — Гедеонов Дмитро Данилович;
- 1900—1904 — Козловський Степан Станіславович[ru][3];
- 1904—1908 — Осипов Михайло Павлович[3];
- 1908—1911 — Давидов Антон Дмитрович[3];
- 1911—1917 — Аузанс Андрій Іванович[ru] — з 23 березня 1911 він був завідувачем Ташкентської фізичної та астрономічної обсерваторії.
- 1918—1923 — Гультяєв Яків Парфентійович (завідувач Ташкентської астрономічної та фізичної обсерваторії)
- 1923—1925 — Яшнов Петро Іванович[ru] (завідувач Ташкентської обсерваторії)
- 1922—1930 — Субботін Михайло Федорович
- 1941—1966 — Щеглов Володимир Петрович (директор Ташкентської обсерваторії)
- 1966—1983 — Щеглов Володимир Петрович (директор Астрономічного інституту АН УзРСР)
- 1983—1995 — Юлдашбаєв Таймас Саттійович
- з 1995 — Егамбердієв Шухрат Абдуманнапович[4].

## Відділи обсерваторії
- Відділ фізики Сонця
- Відділ галактичної астрономії та космогонії
- Відділ астрофізичних досліджень
- Група астрокліматичних досліджень
- Майданакська високогірна обсерваторія
- Відділ геодинаміки

## Відомі вчені, які працювали в обсерваторії та інституті
- Всеволод Вікторович Стратонов — декан фізико-математичного факультету МДУ, засновник і директор Російського астрофізичного інституту. З 1895 став першим цивільним співробітником Ташкентської обсерваторії.
- Володимир Григорович Шапошніков — завідувач служби часу Ташкентської обсерваторії в 1938 році, спеціаліст з вимірювання часу та абсолютного визначення координат небесних тіл.
- Слонім Юдиф Мойсеївна (1909—1999) — радянська астрономка, спеціалістка з фізики Сонця.
- Щеглов Володимир Петрович (1904 −1985) — радянський та узбецький астроном та популяризатор науки, спеціаліст у галузі астрометрії та історії астрономії.

## Бібліотека
За даними від 1958 року, бібліотека обсерваторії містила 30 000 томів спеціальної та довідкової літератури. Найстаріша книга бібліотеки — T. Hevelii. Prodromus Astronomiae. Gedani, 1690.

## Фотографії Астрономічного інституту в Ташкенті

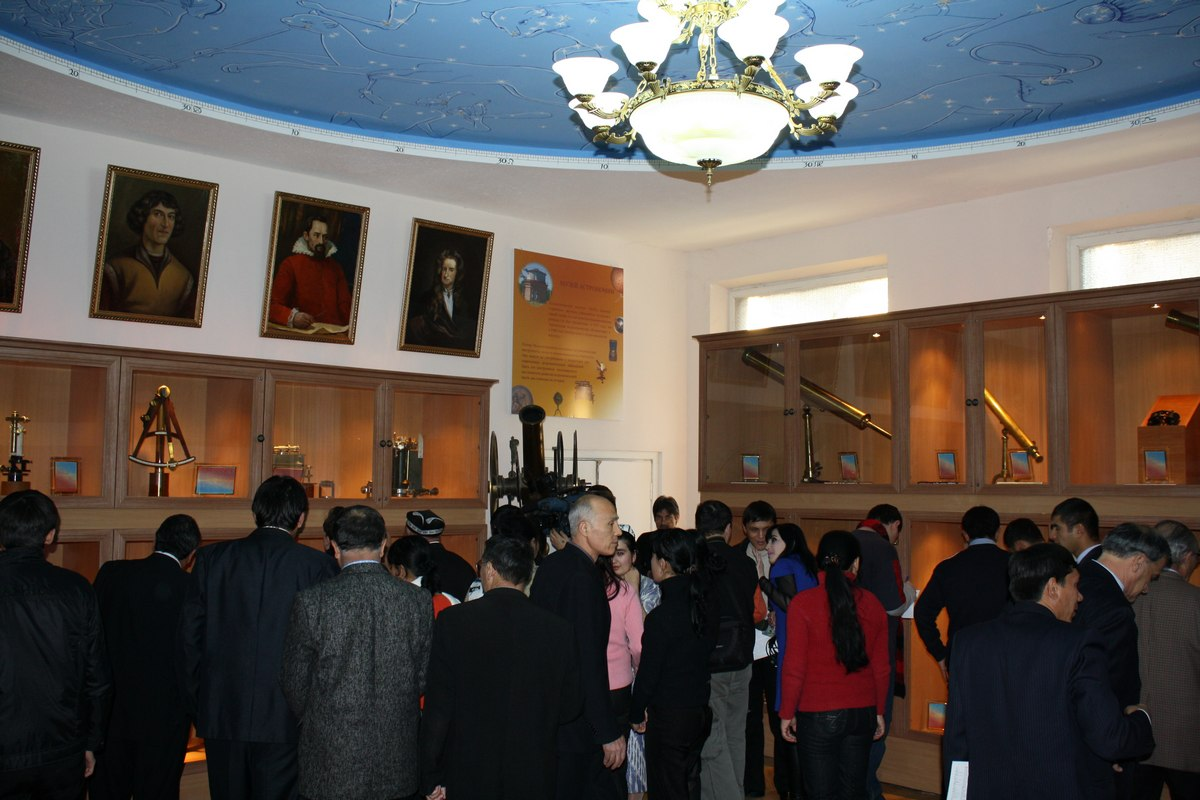
Церемонія відкриття Музею астрономії у Ташкенті (Інститут астрономії, грудень 2009 року)
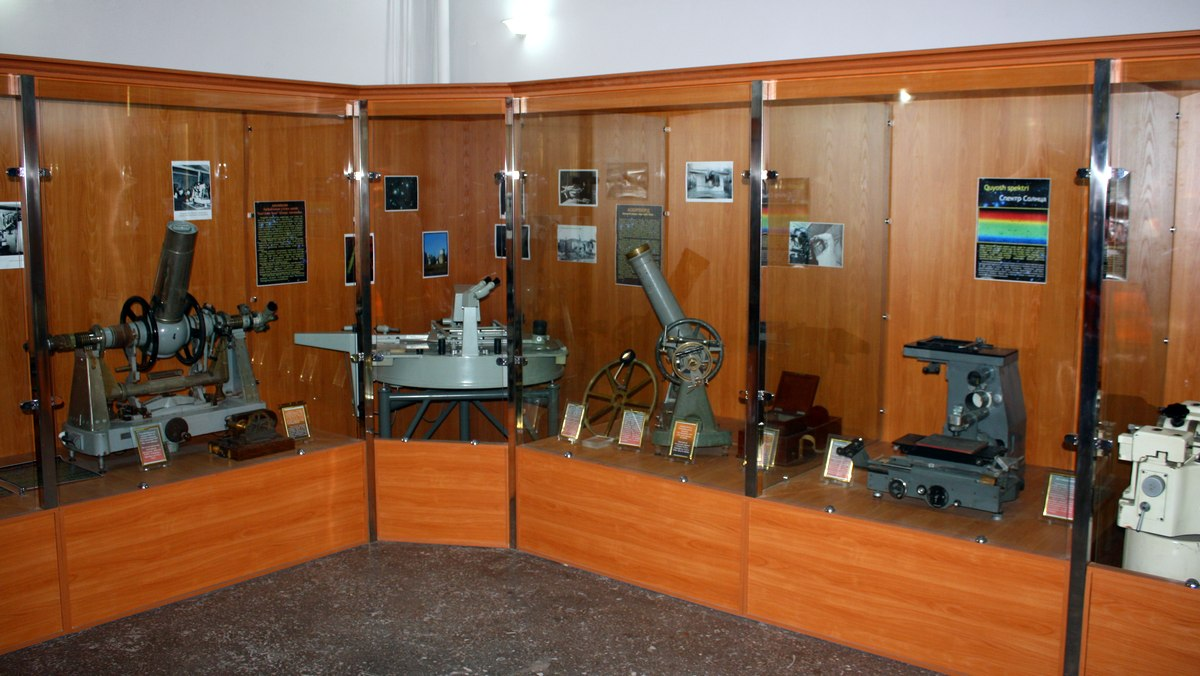
Стенди музею у фойє на першому поверсі Інституту астрономії
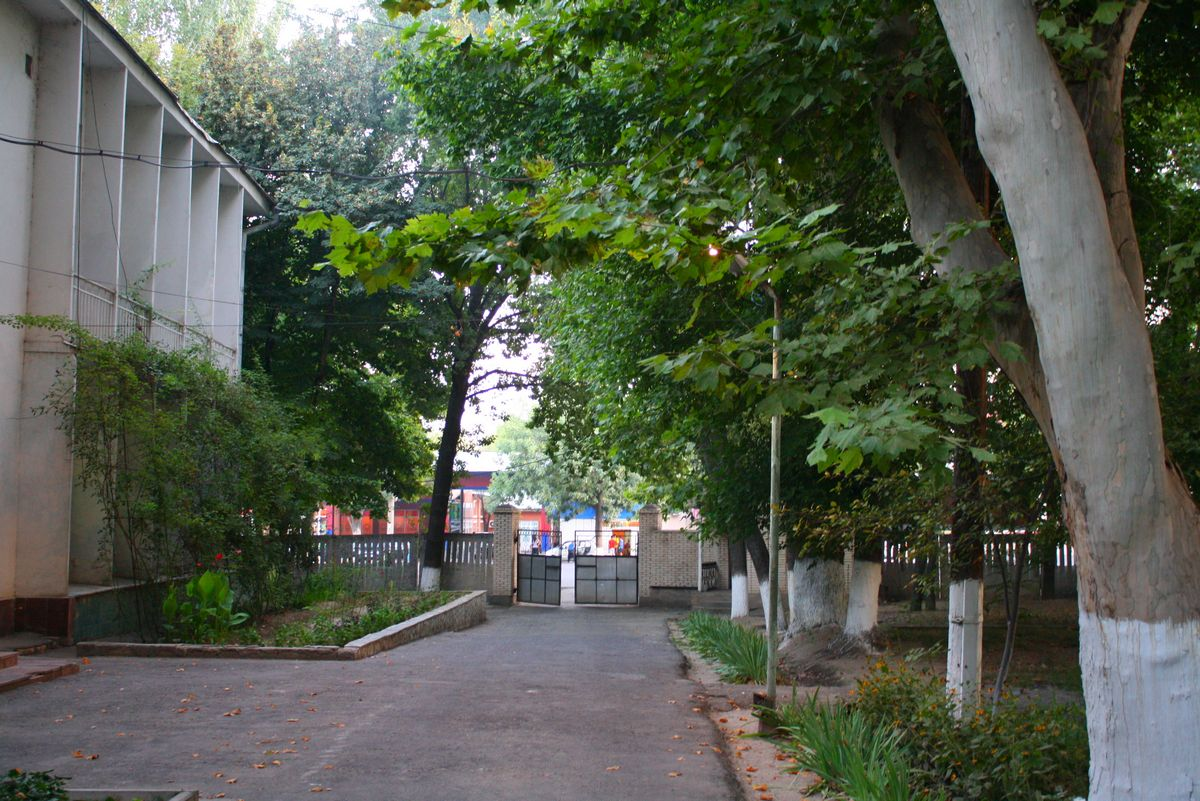
Алея на території Інституту астрономії
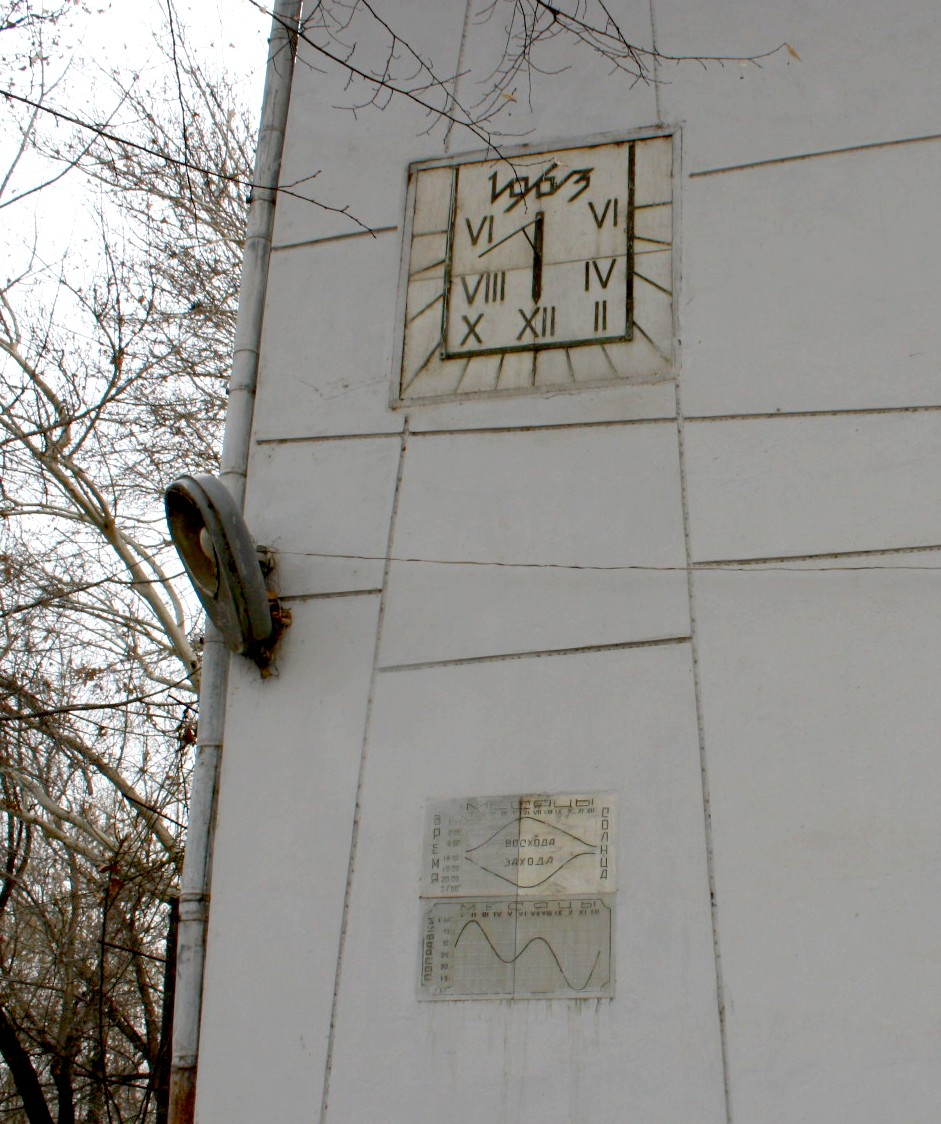
Сонячний годинник на стіні будівлі Інституту астрономії в Ташкенті